# Rogiera breedlovei
Rogiera breedlovei är en måreväxtart som först beskrevs av David H. Lorence, och fick sitt nu gällande namn av Attila L. Borhidi. Rogiera breedlovei ingår i släktet Rogiera och familjen måreväxter. Inga underarter finns listade i Catalogue of Life.